# Weihnachtsberg
Et Weihnachtsberg er en bjerglignende efterligning af landskabet i Erzgebirge, der opsættes indendørs i juletiden. Der vises dels motiver med julekrybbe og minedrift og dels lokale ting. De indsatte figurer og maskiner kan være bevægelige og drives i så fald mekanisk.
Weichnachtsberge har deres oprindelse i Buckelbergwerke fra det 18. århundrede, der var vitriner, der gengav minedrift. I det 19. århundrede kom julemotiverne til.